# Campionato del mondo di arrampicata 2001
Il Campionato del mondo di arrampicata 2001 si è tenuto dal 5 all'8 settembre 2001 a Winterthur, Svizzera.
È stata la prima edizione in cui si è svolta anche la specialità boulder.

## Specialità lead

### Uomini
| Pos. | Atleta                   | Paese     |
| ---- | ------------------------ | --------- |
|      | Gérome Pouvreau          | Francia   |
|      | Tomás Mrázek             | Rep. Ceca |
|      | François Petit           | Francia   |
| 4    | Alexandre Chabot         | Francia   |
| 5    | Yuji Hirayama            | Giappone  |
| 6    | Ramón Julián Puigblanque | Spagna    |
| 7    | Christian Bindhammer     | Germania  |
| 8    | Bernardino Lagni         | Italia    |
| 9    | Evgeny Ovchinnikov       | Russia    |
| 10   | Serik Kazbekov           | Ucraina   |

### Donne
| Pos. | Atleta           | Paese    |
| ---- | ---------------- | -------- |
|      | Martina Cufar    | Slovenia |
|      | Muriel Sarkany   | Belgio   |
|      | Chloé Minoret    | Francia  |
| 4    | Bettina schöpf   | Austria  |
| 5    | Jenny Lavarda    | Italia   |
| 5    | Ol'ga Jakovleva  | Russia   |
| 7    | Marietta Uhden   | Germania |
| 8    | Katrin Sedlmayer | Germania |
| 9    | Rie Kimura       | Giappone |
| 10   | Annatina Schultz | Svizzera |

## Specialità boulder

### Uomini
| Pos. | Atleta            | Paese    |
| ---- | ----------------- | -------- |
|      | Mauro Calibani    | Italia   |
|      | Frédéric Tuscan   | Francia  |
|      | Christian Core    | Italia   |
| 4    | Daniel Dulac      | Francia  |
| 5    | Jérôme Meyer      | Francia  |
| 6    | Daniel Andrada    | Spagna   |
| 7    | Salavat Rakhmetov | Russia   |
| 8    | Karsten Borowka   | Germania |
| 9    | Jurij Golob       | Slovenia |
| 10   | Kilian Fischhuber | Austria  |

### Donne
| Pos. | Atleta           | Paese    |
| ---- | ---------------- | -------- |
|      | Myriam Motteau   | Francia  |
|      | Sandrine Levet   | Francia  |
|      | Nataliya Perlova | Ucraina  |
| 4    | Nicola Haager    | Germania |
| 5    | Corinne Theroux  | Francia  |
| 6    | Renata Piszczek  | Polonia  |
| 7    | Emilie Pouget    | Francia  |
| 8    | Leire Aguirre    | Spagna   |
| 9    | Ruth Plannels    | Spagna   |
| 10   | Eva Nieselt      | Germania |

## Specialità speed

### Uomini
| Pos. | Atleta               | Paese    |
| ---- | -------------------- | -------- |
|      | Maksym Styenkovyy    | Ucraina  |
|      | Vladimir Zakharov    | Ucraina  |
|      | Tomasz Oleksy        | Polonia  |
| 4    | Alexandre Chaoulsky  | Russia   |
| 5    | Yevgen Kryvosheytsev | Ucraina  |
| 6    | Oleg Grebenyuk       | Ucraina  |
| 7    | Alexei Gadeev        | Russia   |
| 8    | Raphaël Lachat       | Svizzera |
| 9    | Vladimir Netsvetaev  | Russia   |
| 10   | Csaba Komondi        | Ungheria |

### Donne
| Pos. | Atleta                | Paese   |
| ---- | --------------------- | ------- |
|      | Olena Ryepko          | Ucraina |
|      | Mayya Piratinskaya    | Russia  |
|      | Svetlana Sutkina      | Russia  |
| 4    | Anna Stenkovaya       | Russia  |
| 5    | Olga Zakharova        | Ucraina |
| 6    | Nataliya Perlova      | Ucraina |
| 7    | Zosia Podgorbounskikh | Russia  |
| 8    | Renata Piszczek       | Polonia |
| 9    | Olesya Saulevich      | Russia  |
| 10   | Edyta Ropek           | Polonia |